# Nina Sibal
Pour les articles homonymes, voir Sibal (homonymie).
Nina Sibal, née en 1948 à Pune en Inde, morte en juin 2000 à New York, est une diplomate et écrivaine indienne.
Elle est connue pour son roman primé Yatra et d'autres romans et nouvelles en langue anglaise, ainsi que pour son travail de diplomate au Service extérieur de l'Inde.

## Biographie

### Jeunesse, formation
Nina Sabel naît en 1948 à Pune. Elle est la fille d'un père indien et d'une mère grecque.
Après avoir obtenu une maîtrise en anglais à l'université de Delhi (à Miranda House), elle y enseigne pendant trois ans. Elle est également diplômée en droit et a étudié le français.

### Carrière diplomatique
En 1972, Sibal rejoint le Service extérieur indien et commence à travailler auprès de l'Organisation des Nations unies à New York. Plus tard, elle déclare à un journaliste que cela l'avait jetée dans « le choc culturel le plus profond ».
Parmi ses autres postes notables se distinguent particulièrement son poste au Caire, et trois ans en tant que directeur général adjoint du Conseil indien pour les relations culturelles. En 1992, elle devient déléguée permanente de l'Inde auprès de l'UNESCO à Paris. Elle se rend ensuite à New York en 1995 pour y diriger son bureau de liaison.
Elle se marie à l'avocat et homme politique Kapil Sibal avec qui elle a deux fils. Alors que les deux époux ont poursuivi des carrières exigeantes, ils ont maintenu un mariage « transcontinental » selon l'homme politique, diplomate et écrivain Shashi Tharoor.

### Carrière littéraire
Les œuvres de fiction de Sibal ont commencé à être remarquées en 1985 lorsque sa nouvelle Quelle flamme de gloire a remporté un concours de nouvelles d'Asiaweek. Elle a ensuite été incluse dans une anthologie appelée Fictions asiatiques primées publiée en 1991.
Yatra, roman publié en 1987, couvre plus d'un siècle de la vie d'une famille sikh. Leurs mouvements dans le temps sont reflétés dans le titre : « Yatra » signifie voyage ou pèlerinage. Les critiques commentent le réalisme magique du livre, en particulier en ce qui concerne le changement de couleur de peau d'un personnage, et font des comparaisons avec Les Enfants de minuit (Midnight's Children) de Salman Rushdie. L'auteur utilise des éléments mythiques dans son histoire. Les thèmes qu'elle utilise incluent le mouvement Chipko, l'histoire du Pendjab, l'origine de Bangla Desh et la recherche d'un père par l'héroïne. Ce roman peut être critiqué pour être trop encombré de thèmes multiples mais dans l'ensemble, il est généralement bien accueilli. Il remporte le Grand Prix international de littérature 1987 à Alger.
La vie secrète de Gujjar Mal, le recueil de nouvelles de Nina Sibal, est publié en 1991. Les histoires se déroulent dans de nombreux pays différents, certains d'entre eux sous couvert de noms fictifs : Mulgary fait écho à la Bulgarie pendant la guerre froide, par exemple. Ces décors ne sont pas simplement utilisés comme arrière-plans politiques ou colorés, mais sont intimement liés à la vie et aux émotions des personnages. En plus de l'histoire principale, le recueil contient six autres histoires: Par sa mort, Natation, Le visage de Dadarao, Bottes de fourrure, Sanctuaire et L'homme qui cherche l'illumination.
Son roman de 1998, The Dogs of Justice, se déroule au Cachemire et raconte l'histoire d'une riche musulmane. Il est moins bien accueilli que les deux livres précédents de Nina Sibal, un critique affirmant qu'il ne tient pas les promesses nées des œuvres antérieures.

### Décès, postérité
Nina Sabel meurt d'un cancer du sein  à New York en juin 2000.
Un prix commémoratif Nina Sibal est fondé par son mari. L'association All India Women's Education Fund décerne chaque année le prix à une personne qui joue un rôle de premier plan dans une organisation utilisant des méthodes innovantes pour aider les enfants handicapés et défavorisés.

## Œuvres
- Yatra: le voyage, Women's Press, 1987  (ISBN 9780704350090).
- La vie secrète de Gujjar Mal et autres histoires, Women's Press, 1991  (ISBN 9780704342712).
- The Dogs of Justice, Orient Blackswan, 1998, 334 p. (ISBN 978-81-7530-021-7, lire en ligne).